# Guilherme Augusto Vieira dos Santos
Guilherme Augusto Vieira dos Santos (San Paolo, 13 aprile 1995) è un calciatore brasiliano, attaccante del Santos.

## Caratteristiche tecniche
È un'ala mancina.

## Carriera
È cresciuto nelle giovanili del Grêmio.

## Statistiche

### Presenze e reti nei club
Statistiche aggiornate al 17 marzo 2018.
| Stagione          | Squadra           | Campionato        | Campionato | Campionato | Coppe nazionali | Coppe nazionali | Coppe nazionali | Coppe continentali | Coppe continentali | Coppe continentali | Altre coppe | Altre coppe | Altre coppe | Totale | Totale | Totale |
| Stagione          | Squadra           | Comp              | Pres       | Reti       | Comp            | Pres            | Reti            | Comp               | Pres               | Reti               | Comp        | Pres        | Reti        | Pres   | Reti   |        |
| ----------------- | ----------------- | ----------------- | ---------- | ---------- | --------------- | --------------- | --------------- | ------------------ | ------------------ | ------------------ | ----------- | ----------- | ----------- | ------ | ------ | ------ |
| 2016              | São José-RS       | PD/RS             | 13         | 1          | CB              | 0               | 0               |                    | -                  | -                  |             | -           | -           | 13     | 1      |        |
| 2016              | Grêmio            | PD/RS+A           | 0+17       | 0          | CB              | 2               | 0               |                    | -                  | -                  |             | -           | -           | 19     | 0      |        |
| 2017              | Botafogo          | A/RJ+A            | 11+32      | 0+4        | CB              | 6               | 2               | CL                 | 13                 | 1                  |             | -           | -           | 62     | 7      |        |
| 2018              | Chapecoense       | PD/SC+A           | 15+10      | 5+1        | CB              | 3               | 0               | CL                 | 2                  | 0                  |             | -           | -           | 30     | 6      |        |
| 2018              | Coritiba          | B                 | 13         | 2          |                 | -               | -               |                    | -                  | -                  |             | -           | -           | 13     | 2      |        |
| 2019              | Sport Recife      | PD/PE+B           | 13+35      | 4+17       | CB              | 1               | 0               |                    | -                  | -                  |             | -           | -           | 49     | 21     |        |
| 2019-2020         | Al-Faisaly        | SPL               | 17         | 5          | KCC             | 0               | 0               |                    | -                  | -                  |             | -           | -           | 17     | 5      |        |
| 2020-2021         | Al-Faisaly        | SPL               | 29         | 8          | KCC             | 3               | 0               | ACL                | -                  | -                  |             | -           | -           | 32     | 8      |        |
| 2021-gen. 2022    | Al-Faisaly        | SPL               | 13         | 2          | KCC             | 1               | 0               |                    | -                  | -                  | SA          | 1           | 0           | 15     | 2      |        |
| Totale Al-Faisaly | Totale Al-Faisaly | Totale Al-Faisaly | 59         | 15         |                 | 4               | 0               |                    | -                  | -                  |             | 1           | 0           | 64     | 15     |        |
| gen.-giu. 2022    | Al Dhafra         | PL                | 13         | 5          | CPA             | 1               | 0               |                    | -                  | -                  |             | -           | -           | 14     | 5      |        |
| 2022              | Grêmio            | B                 | 18         | 1          | CB              | 0               | 0               |                    | -                  | -                  |             | -           | -           | 18     | 1      |        |
| 2023              | Grêmio            | PD/RS             | 1          | 0          |                 | -               | -               |                    | -                  | -                  | RG          | 1           | 0           | 2      | 0      |        |
| Totale Grêmio     | Totale Grêmio     | Totale Grêmio     | 19         | 1          |                 | 0               | 0               |                    | -                  | -                  |             | 1           | 0           | 20     | 1      |        |
| 2023              | Fortaleza         | PD/CE+A           | 1+7        | 0          | CB              | 3               | 1               | CL+CS              | 4+3                | 2+1                | CdN         | 3           | 0           | 21     | 4      |        |
| Totale carriera   | Totale carriera   | Totale carriera   | 258        | 55         |                 | 20              | 3               |                    | 22                 | 4                  |             | 5           | 0           | 305    | 62     |        |

## Palmarès

### Club

#### Competizioni nazionali
- Coppa del Brasile: 1

Gremio: 2016
- Campeonato Brasileiro Série B: 1

Santos: 2024

### Individuale
- Capocannoniere del Campeonato Brasileiro Série B: 1

2019 (17 reti)